# Julija Kondratjewa
Julija Kondratjewa (russisch Юлия Кондратьева, inzwischen Julija Rjabinowa, russisch Юлия Рябинова; * 25. Mai 1973) ist eine ehemalige russische Biathletin.
Julija Kondratjewa, die in der Russischen Armee organisiert war, gab 1996 ihr Debüt im Biathlon-Weltcup. Ihr erstes Rennen bestritt sie bei einem Einzel in Osrblie, das sie als 40. beendete. Nach nur zwei Weltcuprennen bestritt sie in Ruhpolding ihre erste und zugleich einzige Weltmeisterschaft. Sie kam im Einzel zum Einsatz, bei dem sie 60. wurde. 1997 gewann Kondratjewa als 23. eines Verfolgungsrennens in Oberhof erstmals Weltcuppunkte. Ihren größten internationalen Erfolg erreichte die Russin bei den Europameisterschaften 1998 in Minsk, wo sie mit Irina Djatschkowa und Swetlana Tschernoussowa im Staffelrennen hinter dem deutschen Team die Silbermedaille gewann. 1999 erreichte die Russin mit einem 14. Rang in einem Sprint ihr bestes Ergebnis im Weltcup. Abschluss der internationalen Karriere wurde die Teilnahme an den Biathlon-Europameisterschaften 2000 in Kościelisko. Im Einzel wurde Kondratjewa 26. sowie mit Jelena Schalina, Olga Saizewa und Olga Romasko Fünfte des Staffelwettbewerbs.

## Platzierungen im Biathlon-Weltcup
Die Tabelle zeigt alle Platzierungen (je nach Austragungsjahr einschließlich Olympische Spiele und Weltmeisterschaften).
- 1.–3. Platz: Anzahl der Podiumsplatzierungen
- Top 10: Anzahl der Platzierungen unter den ersten zehn (einschließlich Podium)
- Punkteränge: Anzahl der Platzierungen innerhalb der Punkteränge (einschließlich Podium und Top 10)
- Starts: Anzahl gelaufener Rennen in der jeweiligen Disziplin

| Platzierung                                | Einzel | Sprint | Verfolgung | Massenstart | Staffel | Gesamt |
| ------------------------------------------ | ------ | ------ | ---------- | ----------- | ------- | ------ |
| 1. Platz                                   |        |        |            |             |         |        |
| 2. Platz                                   |        |        |            |             |         |        |
| 3. Platz                                   |        |        |            |             |         |        |
| Top 10                                     |        |        |            |             |         |        |
| Punkteränge                                |        | 3      | 3          |             |         | 6      |
| Starts                                     | 5      | 7      | 4          |             |         | 16     |
| Stand: Daten möglicherweise nicht komplett |        |        |            |             |         |        |